# Ancoratge (construcció)
Un ancoratge és un sistema emprat en la construcció que permet donar estabilitat a murs pantalles (de formigó) amb grans fondàries d'excavació. Són elements estructurals que treballen a tracció.
Els primers ancoratges es van utilitzar en els treballs de construcció d'una presa a Algèria l'any 1934. 
S'hi poden col·locar diferents files d'ancoratge segons les necessitats del càlcul. L'excavació es fa per fases, en cadascuna, s'hi efectua el nivell d'ancoratges corresponent. En arribar al fons de l'excavació, el solar està totalment buit i sense cap obstacle que dificulti els treballs de fonamentació estructural.

## Composició
Un ancoratge està format essencialment per dues parts: el cap amb la placa de suport i el tendó amb les cues, longitud lliure i longitud fixa. El cap és la part exterior de l'ancoratge i és la zona d'unió de l'armat amb la placa de suport sobre la qual s'exerceix l'acció del tensat. Les dimensions dependran de la tensió a suportar. El gruix no serà inferior a 4 cm. El cap de l'ancoratge està format per tres zones diferenciades: les falques de bloqueig dels cables, les plaques que reparteixen la càrrega de l'ancoratge a l'estructura i la trompeta d'enllaç del cap amb la longitud lliure. Els caps poden ser de tres tipus: normals, retensables i destensables. El tendó és la part de l'ancoratge que transmet a càrrega de tracció des del cap fins al bulb. Cal distingir:
- La longitud lliure és la part de l'armat que és independent del terreny i està situada entre el cap i l'extrem més pròxim de la longitud fixa. La longitud mínima d'aquesta zona lliure és de 5 metres.

- La longitud fixa està adherida al terreny i li transmet els esforços. Es mesura des de l'extrem més distant de la longitud lliure a l'extrem més distant de l'ancoratge.

## Classificació
Es poden classificat en tres tipus:
- Ancoratges actius: són aquells què es tensa l'armat fins a la càrrega admissible. El terreny es comprimeix entre la zona de l'ancoratge i la placa de suport.
- Ancoratges passius: són els que entren en acció sense el tesat.
- Ancoratges mixtes: són aquests en què es tesa l'armat amb càrrega inferior a la de servei.

Segons el temps d'aplicació es pot parlar de dues categories: ancoratges temporals amb un període de servei igual o inferior a 9 mesos i ancoratges permanents si el període de servei és més gran de 9 mesos.
En un projecte d'ancoratges hi ha de figurar la naturalesa i l'estructura del sòl, el tipus i la categoria de l'ancoratge, un estudi sobre els assentaments possibles o els aixecaments, l'especificació sobre les distàncies mínimes entre els ancoratges i els serveis públics, i també un estudi sobre el sistema de residus.

## Materials
En els ancoratges de cable, l'armat està constituït per cordons de cables d'acer d'alta resistència a la tracció: 160 a 190 kg/mm. El diàmetre dels filferros varia de 2 a 4 mil·límetres, i cada cordó conté 7 unitats.
En els ancoratges de barra, l'armat és un acer amb una resistència a la tracció entre 60 i 85 kg/mm.
La beurada està formada per ciment d'alta resistència inicial, del tipus I-45. Si el medi és agressiu, s'utilitzaran els ciments especials idonis per aquest ambient. Es podran utilitzar additius com ara super-fluidificants o accelerants de la presa en una proporció inferior al 2% en pes del ciment.
Els plàstics de les baines seran de polipropilè o polietilè d'alta densitat. Estaran nets, sense esquerdes ni perforacions. Químicament seran inerts i, tèrmicament, estables. Els gruixos seran els següents:
- per a fundes individuals > 1 mm
- per a beina general corrugada > 1,5 mm
- per a beina general lisa > 2,5 mm

## Procés constructiu
La perforació es fa amb maquinària de característiques semblants a les utilitzades a la construcció dels micropilons o micropilotatges.
Els diàmetres oscil·len entre 75 i 175 mil. La longitud de la perforació serà la prevista en el projecte, més 50 cm. La neteja completa del detritus es farà amb aigua o aire. La separació usual entre ancoratges d'una mateixa fila està entre 2 i 5 metres. La inclinació respecte d'horitzontal és de 10 a 15 graus. Després d'acabar la perforació, es col·loca l'ancoratge. És convenient que no transcorrin més de vuit hores entre les dues perforacions.
Un cop col·locat el tendó de l'ancoratge, s'injecta la beurada de ciment per mitjà de canonades de PVC. La injecció ha de ser lenta i contínua. Podem distingir entre injecció primària i injecció secundària.
La injecció primària consisteix en la beurada de ciment que s'injecta abans del tesat. S'ha d'evitar que quedi l'aigua lliure procedent de la beurada, ja que donaria lloc a discontinuïtats en el bulb. Aquesta condició és més important com més gran sigui la impermeabilitat del sòl. Per aquest motiu, la relació aigua-ciment ha de ser baixa, de l'ordre de 0,4 i s'obtenen resistències, en proveta cilíndrica, als 28 dies, superiors als 350 kg/cm.
La injecció secundària és la que es fa després del tesat com a material de protecció de la longitud lliure del tendó i de les parts vistes. La seva funció és únicament anticorrosiva i, per tant, no contribueix a la resistència de l'ancoratge. Després de la injecció i transcorregut un termini de temps, que depèn del tipus de ciment emprat i de la utilització o no d'additius, es tesen els ancoratges mitjançant gats hidràulics. És important comprovar amb certificats actualitzats el calibratge el manòmetre.
Hi ha dos tipus de gats, els unifilars que tensen els cables dels ancoratges individualment i els multifilars que tensen el conjunt dels cables. Els gats multifilars donen una informació més completa de l'estat final de tensat de l'ancoratge.

## Patologia
Les fallides principals als ancoratges es produeixen en general per una longitud insuficient o per un error en l'estimació de la càrrega que han de suportar. A més d'aquestes dues causes podem esmentar les següents:
- Desplaçament per fallida en la fricció entre la zona del bulb i el sòl, que pot ser deguda a un error en el valor dels paràmetres geotècnics, a una càrrega més gran que l'estimada o a una execució dolenta de l'ancoratge.
- Fallides en l'adherència entre l'armat i la beurada de ciment. Aquest efecte es coneix amb el nom de desenroscat i sol ser a causa d'una injecció defectuosa.
- Els sòls que assenten per l'acció de sobrecàrregues o per fregament negatiu poden produir la deformació i el trencament deis tendons.
- Altres causes podrien ser la protecció insuficient en presència d'agents agressius o la utilització de materials en mal estat.